# Fiesselmann-Synthese
Die Fiesselmann-Synthese ist eine Namensreaktion, die zum Aufbau von Thiophenen genutzt wird. Dabei werden Derivate der Mercaptoessigsäure mit α,β-Acetylenestern unter Baseneinwirkung umgesetzt. Die Reaktion ist nach Hans Fiesselmann benannt, der in den 1950ern die Reaktion entwickelte.

## Übersichtsreaktion
In der von Fiesselmann beschriebenen Reaktion wird Acetylendicarbonsäuredimethylester mit Thioglykolsäuremethylester unter Einwirkung von Natriummethanolat umgesetzt. Es entsteht 3-Hydroxythiophen-2,5-dicarbonsäuredimethylester.

## Mechanismus
Der deprotonierte Thioglycolsäureester lagert sich an die Dreifachbindung an. An die resultierende Doppelbindung addiert erneut ein Thioglycolsäureester. Durch Deprotonierung eines Thioglycolsäureester-Restes in α-Position zur Carbonylgruppe wird die Cyclisierung eingeleitet. Aus dem Thiolan wird erst ein Alkoholat eliminiert, es entsteht ein Keton, dann ein Thioglycolsäureester. Dieses α,β-ungesättigte Keton wird durch Tautomerie des Ketons zum 3-Hydroxythiophen-2,5-dicarbonsäureester.

## Varianten
Eine Variante von Lissavetzky geht von einem cyclischen β-Ketoester aus. Dieser wird mit Thioglycolsäure umgesetzt. Wird zusätzlich ein Alkohol (R4OH) eingesetzt, so entsteht primär eine Monoaddukt. Ohne Alkoholzusatz entsteht ein Thioacetal, welches nach Veresterung mit Kaliumhydroxid cyclisiert werden kann. Für die Cyclisierung des Monoaddukts wird Natriumalkoholat verwendet.
Wird statt eines Carbonsäureesters ein Nitril genutzt, kann ein 3-Aminothiophen erhalten werden. Die Gruppe um Scott nutzt diesen Ansatz um einen p38 Kinase-Inhibitor herzustellen.
Die Reaktion kann auch auf aromatische Derivate angewandt werden. Fry nutzt diese Variante bei der Synthese eines Tyrosinkinase-Inhibitors, ausgehend von einem substituierten Pyridin.